# Alba de Cerrato
Alba de Cerrato è un comune spagnolo di 91 abitanti situato nella comunità autonoma di Castiglia e León.